# 克氏五孔䱛
克氏五孔䱛為輻鰭魚綱鱸形目鱸亞目石首魚科五孔䱛屬的其中一種，該物種分布在南美洲巴西Branco河流域，棲息在溪流，體長可達8.1公分。